# An die Musik

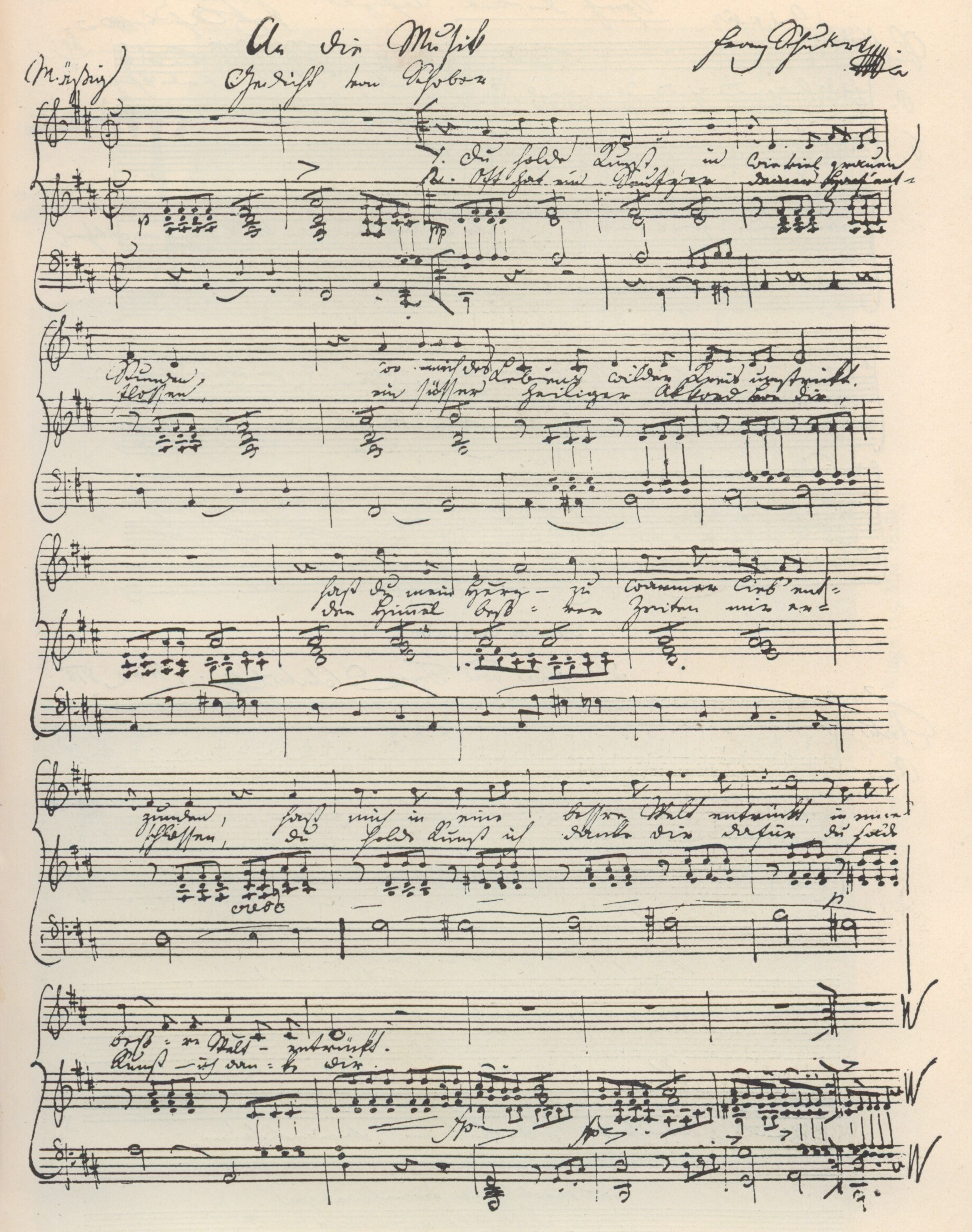
An die Musik – Schober & Schubert

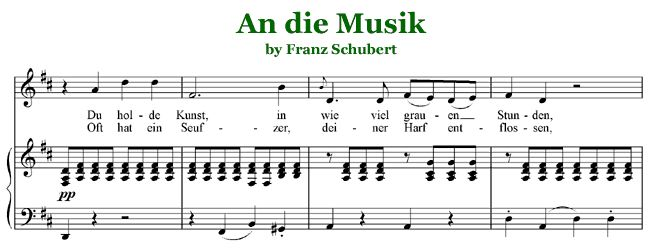
Auszug aus Schuberts An die Musik

An die Musik ist ein Kunstlied von Franz Schubert in der Tonart D-Dur.
Es ist ein Loblied auf die Kunst der Musik und eines der bekanntesten Lieder von Schubert.
Er komponierte es im März 1817 für Solostimme und Klavier, auf ein Gedicht seines Freundes Franz von Schober, das im selben Zeitraum entstand. Im Deutsch-Verzeichnis ist die Komposition als D 547 verzeichnet.
Es existieren zwei Fassungen des Liedes: Die erste Fassung entstand 1817 zusammen mit „Der Jüngling und der Tod“ (D 545) und „Trost im Liede“ (D 546), das Manuskript befand sich im Besitz von Alwin Cranz und gilt als verschollen. Die Erstfassung wurde 1895 in der Alten Gesamtausgabe (AGA) veröffentlicht. Die Zweitfassung des Liedes wurde 1827 als Opus 88 Nr. 4 von Thadé Weigl veröffentlicht. Am 24. April 1827 widmete Schubert das Lied dem Wiener Klaviervirtuosen Albert Sowinsky. Das Manuskript der zweiten Fassung befindet sich heute in der British Library in London.

## Text
Du holde Kunst, in wieviel grauen Stunden,

Wo mich des Lebens wilder Kreis umstrickt,

Hast du mein Herz zu warmer Lieb’ entzunden,

Hast mich in eine beßre Welt entrückt!

Oft hat ein Seufzer, deiner Harf’ entflossen,

Ein süßer, heiliger Akkord von dir

Den Himmel beßrer Zeiten mir erschlossen,

Du holde Kunst, ich danke dir dafür!